# Museo de Historia Natural de San Diego
El Museo de Historia Natural de San Diego (del inglés: San Diego Natural History Museum) fue fundado en 1874 como la Sociedad de Historia Natural de San Diego. Actualmente el museo se encuentra en el Parque Balboa en San Diego y fue inaugurado el 14 de enero de 1933. En sus primeros años, la Sociedad fue la fuente principal de la cultura científica en la región, al servicio de una pequeña pero creciente comunidad de interesados que buscaban información sobre sus recursos naturales. Los primeros miembros de la sociedad establecieron una estación meteorológica, y presentaron una petición para crear la Reserva Estatal Torrey Pines, por lo que ganaron el apoyo de la Sociedad Zoológica de San Diego.

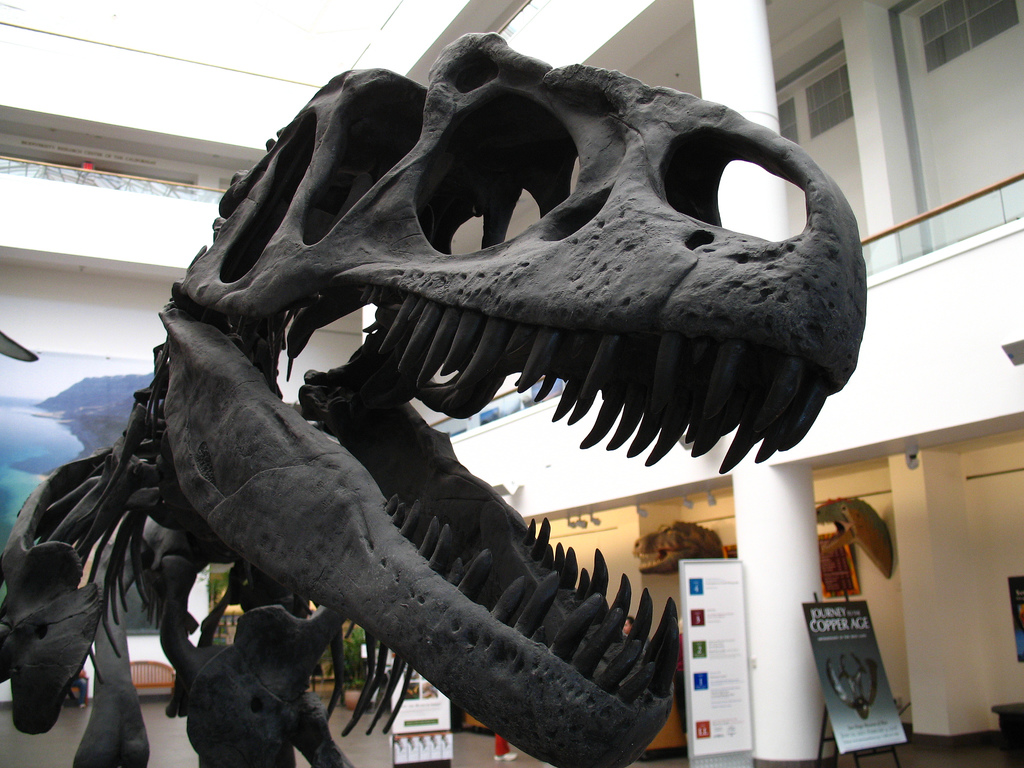
Allosaurus en el Museo de Historia Natural de San Diego.

Es la tercera institución científica más antigua al oeste del Misisipi y el más antiguo del Sur de California.  En el 2001 hubo varias remodelaciones entre ellas y la más importante fue la de construir el doble de espacio que tenía antes. 

## Orígenes
En junio de 1912, la Sociedad se reunió por primera vez en su nuevo cuartel en el Hotel Cecil, construido en la 6tª Avenida en San Diego. Más tarde ese mismo mes las exposiciones creadas por Frank Stephens y Kate se instalaron en una habitación individual y una alcoba adyacente, y fueron abiertas al público en las tardes cada semana, por lo que la Sociedad abrió su primer museo.